# 델리급 구축함
델리급 구축함은  인도 해군이 보유한 대형 구축함이다. 만재배수량 6,200톤으로, 세계적으로 손꼽히는 수준의 대형 전투함이다. 3척이 계획됐으며, 3척을 건조했고, 3척을 운용중이다. 러시아제 3차원 대공 레이다가 탑재되어 있으며, 바라크 미사일등의 첨단 미사일로 무장하고 있는 첨단 구축함이다.

## 동급 함정
| 함번 | 함명     | 취역식           | 퇴역 | 기항   |
| ---- | -------- | ---------------- | ---- | ------ |
| D-61 | 델리     | 1997년 11월 15일 |      | 뭄바이 |
| D-60 | 마이소르 | 1999년 6월 2일   |      | 뭄바이 |
| D-62 | 뭄바이   | 2001년 1월 22일  |      | 뭄바이 |

## 역사
델리급 구축함은 인도 해군의 구축함으로, 콜카타급 구축함의 이전 함급이다.

## 델리급의 탐지장비 MR-775 Fregat MAE

### 스펙(제원)
- 종류 : 3차원 대공 레이다
- 레이다 탐지거리 : 180km
- 레이다 탐지고도 : 30km
- 밴드 : E 밴드
- 제조국 :  러시아
- 무게 : 9.1톤
- 회전 속도 : 12 rpm
- 최대 출력 : 45 kW

### 레이다 탐지거리
- 최대 탐지거리 : 300km 이상.
- 소형 공중 목표물 : 38km 이상.

## 같이 보기
- 콜카타급 구축함 - 델리급의 다음 함급.
- 무라사메급 호위함
- 호바트급 구축함
- 비사카파트남급 구축함
- 탈와르급 구축함